# Рубадири, Дэвид
Дэвид (Дейвид) Рубади́ри (англ. David Rubadiri; 19 июля 1930 — 15 сентября 2018) — малавийский дипломат, писатель, поэт, драматург и учёный. Рубадири считается одним из наиболее публикуемых в антологиях поэтов Африки после обретения независимости.

## Биография
Рубадири учился в Королевском колледже Будо в Уганде с 1941 по 1950 год, затем в Университете Макерере в Кампале (1952—1956), который окончил со степенью бакалавра английской литературы и истории. С 1960 по 1962 год он изучал литературу в Королевском колледже Кембриджа, получив степень магистра. Затем он получил педагогический диплом в Бристольском университете.
После обретения Малави независимости в 1964 году Рубадири был назначен первым послом страны в США и представителем в Организации Объединенных Наций (ООН). Когда он вручал свои верительные грамоты президенту Линдону Б. Джонсону в Белом доме 18 августа 1964 года, то выразил надежду на более значительную помощь от США, включая не только экономическую и техническую, но также и в построении собвтенных демократических институтов. В том же году Рубадири появился в сериале «Африканские писатели сегодня» Национального образовательного телевидения (Нью-Йорк).
Рубадири покинул свои посты в 1965 году, порвав с авторитарным президентом Хастингсом Бандой. В изгнании Рубадири преподавал в Университете Макерере (1968-75), но в годы диктатуры Иди Амина снова был сослан. В 1972 году он также выступал приглашенным профессором английской литературы в Северо-Западном университете. Впоследствии Рубадири преподавал в Университете Найроби, Кения (1976—1984), а также некоторое время — в Университете Ибадана в Нигерии (вместе с Окотом п’Битеком и по приглашению Воле Шойинки). С 1975 по 1980 год Рубадири был членом исполнительного комитета Национального театра Кении. С 1984 по 1997 год он преподавал в Университете Ботсваны, где был деканом факультета лингвистических и социальных наук.
В 1997 году, после смерти Банды, Рубадири был повторно назначен послом Малави в ООН, а в 2000 году стал вице-канцлером (проректором) Университета Малави. Он получил степень почетного доктора Университета Стратклайда в 2005 году.
Рубадири умер 15 сентября 2018 года в возрасте 88 лет в центральной больнице Мзузу.

## Творчество
В литературе дебютировал в конце 1950-х годов. Поэзия Рубадири была названа одной из «самых богатых в современной Африке». Его работы появлялись в антологии 1963 года «Современная поэзия Африки» (Modern Poetry of Africa, издательство East African Publishers, 1996) и международных изданиях, включая Transition, Black Orpheus и Présence Africaine. Сам он составил с Дэвидом Куком сборник «Поэзия Восточной Африки» (1971).
Его единственный роман «Невеста без выкупа» (No Bride Price), вышедший в 1967 году, был, наряду с «Зыбкими тенями» Легсона Кайиры, одним из первых опубликованных малавийскими писателями. Роман, как и пьеса «Приходи на чай» (Come To Tea, 1965), затрагивал важные социальные проблемы Африки, как-то межэтнические взаимоотношения, политическая нестабильность, военные перевороты. Книга представляла существенную критику режима Банды.

## Избранные произведения
- No Bride Price (роман), 1967
- Come To Tea (пьеса), 1965
- Poems from East Africa (в соавторстве с Дэвидом Куком), 1971.
- African Thunderstorm («Африканская гроза», стихотворение)
- A negro labourer in Liverpool («Негр-рабочий в Ливерпуле», стихотворение)
- Growing Up With Poetry: An Anthology for Secondary Schools, 1989.